# Michael Mayr

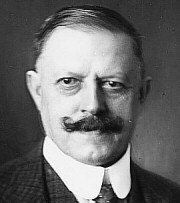
Michael Mayr

Michael Mayr (Adlwang, 10 april 1864 - Waldneukirchen, 21 mei 1922) was een Oostenrijks politicus.

## Biografie
Michael Mayr werd op 10 april 1864 geboren in Adlwang, Opper-Oostenrijk. May studeerde geografie en geschiedenis aan de Universiteit van Wenen. In 1890 promoveerde hij. Van 1897 tot 1920 was hij leider van het Tiroler landsarchief en vanaf 1900 was hij hoogleraar geschiedenis aan de Universiteit van Innsbruck.
Michael Mayr was lid van de Christelijk-Sociale Partij (Christlichsoziale Partei) en was van 1907 to 1911 lid van de Rijksraad (Reichsrat) van Cisleithanië en van 1908 tot 1914 tevens van de Tiroler landdag. In 1919/20 was hij een vooraanstaand lid van de grondwetgevende vergadering die tot taak had een nieuwe grondwet voor Duits-Oostenrijk op te stellen. Op 17 oktober 1919 volgde hij Karl Renner (SDAPÖ) op als staatskanselier van Oostenrijk. Hij regeerde met een coalitie bestaande uit de CS, de SDAPÖ en de GDVP. In november 1920 stapten de sociaaldemocratische en Groot-Duitse ministers uit het kabinet en sindsdien regeerde Mayr aan het hoofd van een Christelij-sociale minderheidsregering. Hij trad op 1 juni 1921 af als protest tegen een referendum dat in Stiermarken werd gehouden. De burgers aldaar konden zich uitspreken over aansluiting bij Duitsland.
Michael Mayr overleed ongeveer een jaar later, op 21 mei 1922 in Waldneukirchen, Opper-Oostenrijk.

## Verwijzingen
1. ↑  Het Oostenrijkse deel van de Donaumonarchie Oostenrijk-Hongarije
2. 1 2  http://www.elisanet.fi/daglarsson/dokumentit/AUT2.HTM#MAYR